# Glion-Tunnel
Der Glion-Tunnel ist ein zweiröhriger Strassentunnel auf der A9 unter dem Dorf Glion zwischen den Anschlüssen Montreux und Villeneuve am Genfersee in der Schweiz.
Die Autobahn verbindet die Kantone Waadt und Wallis, der Tunnel selbst liegt aber noch auf Waadtländer Boden. Gebaut wurde die 1350 Meter lange Konstruktion zwischen 1968 und 1971. In Betrieb genommen wurde sie 1970.
Der Tunnel wird begrenzt von zwei Brücken: Die eine im Norden führt über die Baye und die andere im Süden, das Chillon-Viadukt über die Veraye.
Zwischen April 2004 und November 2005 war der Tunnel fester Bestandteil der täglichen Verkehrsnachrichten. Eine nötig gewordene Totalsanierung und die damit verbundenen Fahrbahnsperren führten immer wieder zu kilometerlangen Staus. Die Sanierung kostete 115 Millionen Franken.